# Gynoplistia chalybicolor
Gynoplistia chalybicolor là một loài ruồi trong họ Limoniidae. Chúng phân bố ở miền Australasia.